# (542) Susanna
(542) Susanna es un asteroide perteneciente al cinturón de asteroides descubierto el 15 de agosto de 1904 por Paul Götz y August Kopff desde el observatorio de Heidelberg-Königstuhl, Alemania.
Está nombrado en honor de una amiga de Götz.